# Johann Carl Christian Meyer
Johann Carl Christian Meyer (* 12. Juli 1799 in Magdeburg; † 30. März 1860 in Liegnitz, Provinz Schlesien) war ein deutscher Lehrer und Politiker.

## Leben
Meyer studierte von 1819 bis 1823 Evangelische Theologie und Philologie an der Universität Halle. Danach war er als Lehrer in Magdeburg, Bunzlau und schließlich in Liegnitz tätig. Von 1844 bis 1853 lehrte er als Professor an der dortigen Ritterakademie. 1853 wurde er wegen oppositioneller politischer Meinungsäußerungen vom Unterricht zwangspensioniert. Er verfasste pädagogische Schriften. Er war Gründer und Vorstandsmitglied im Gewerbeverein Liegnitz und Vorstandsmitglied der dortigen Technischen Gesellschaft.
Vom 18. Mai 1848 bis 30. Mai 1849 war er für den Wahlkreis der Provinz Schlesien in Liegnitz Mitglied der Frankfurter Nationalversammlung in der Fraktion Donnersberg.

## Schriften
- Bericht über den naturgeschichtlichen Unterricht. Liegnitz 1844.